# Hörnum (Sylt)
Hörnum település Németországban, Schleswig-Holstein tartományban. Lakosainak száma 872 fő (2023. december 31.).

## Fekvése
A Sylt szigetén fekvő település.

## Népesség
A település népességének változása:
| Lakosok száma | 1225 | 902  | 916  | 893  | 895  | 924  | 872  |
|               | 1975 | 2015 | 2017 | 2019 | 2021 | 2022 | 2023 |